# Sabine Klösters
Sabine Klösters (* 10. Februar 1960 in Recklinghausen) ist eine ehemalige deutsche Leichtathletin.
Sabine Klösters startete für den OSC Dortmund. Sie gewann bei den Deutschen Meisterschaften 1983 in Bremen den Titel im 100-Meter-Lauf, dabei stellte sie in 11,44 Sekunden auch ihre persönliche Bestzeit auf. Zuvor war sie von 1977 bis 1980 viermal Meisterin mit der 4-mal-100-Meter-Staffel geworden, außer ihr war nur Annegret Richter bei allen vier Titeln dabei.
Von 1981 bis 1983 trat Klösters sechsmal im Nationaltrikot an.